# شهرستان میخایلوفسکی (سرزمین پریمورسکی)
شهرستان میخایلوفسکی (به لاتین: Mikhaylovsky District) یک شهرستان در روسیه است که در سرزمین پریمورسکی واقع شده‌است.